# 考乔陶
考乔陶，是匈牙利巴兰尼亚州所辖的一个村。总面积9.51平方公里，总人口270，人口密度28.4人/平方公里（2011年1月1日）。